# Cass Township (comté de Cedar, Iowa)
Pour les articles homonymes, voir Cass Township.
Cass Township est un township du comté de Cedar en Iowa, aux États-Unis,.
Le premier pionnier à s'installer dans le township est William Kester en 1837.

## Source de la traduction
- (en) Cet article est partiellement ou en totalité issu de l’article de Wikipédia en anglais intitulé « Cass Township, Cedar County, Iowa » (voir la liste des auteurs).